# Święta Anna Samotrzecia (obraz Leonarda da Vinci)
Święta Anna Samotrzecia – obraz namalowany w latach ok. 1502-1518 przez Leonarda da Vinci, wykonany w technice olejnej, na desce orzechowej o wymiarach 168,5 × 126,3 cm. Znajduje się w Luwrze.

## Obraz
Obraz przedstawia św. Annę, jej córkę Marię i Dzieciątko Jezus, wnuka św. Anny. Pomimo różnicy wieku pomiędzy św. Anną a Marią, Leonardo przedstawił obie jako młode kobiety, wyglądające niemal jak siostry. Zabieg ten był wbrew obowiązującej tradycji. Zbliżony wiek matki i córki ma podkreślać związek krwi pomiędzy Anną, Marią i Jezusem. Postacie tworzą strukturę piramidalną. Św. Anna oraz będąca niżej Maria są postaciami centralnymi, Dzieciątko znajduje się nieco na uboczu.
Kompozycja jest podporządkowana rytmicznemu ciągowi kolejno przechodzących w siebie ruchów. Można wyróżnić dwie linie tworzące kompozycję. Pierwsza zaczyna się na zgięciu łokcia Maryi, przechodzi przez głowę Dzieciątka i kończy na grzbiecie baranka. Druga linia przebiega przez ramię św. Anny, przechodzi przez fałdy płaszcza i kończy przy szatach siedzącej świętej. Linie przecinają się na ramieniu Maryi. Leonardo osiągnął harmonię obrazu poprzez równoległe ustawienie nóg Maryi i św. Anny. Kolejna linia przechodzi pomiędzy ramieniem Dzieciątka a ogonem baranka. Refleksy światła są wyraźne.
Twarz św. Anny ma kolor bursztynowy, oblicze Dziewicy jest przeźroczyste, a Dzieciątko pozostaje w cieniu. Św. Anna spogląda z wpół przymkniętych powiek. Jej czoło jest szerokie, oczodoły niemal prostokątne. Uśmiech św. Anny wyraża apoteozę miłości macierzyńskiej, spokojne szczęście, czułość, pobłażliwość. W przeciwieństwie do uśmiechu Mony Lisy, uśmiech św. Anny nie wywołuje niepokoju. Zdaniem Giuseppina Fumagalliego uśmiech na obrazie jest pierwszym (obok Mony Lisy i Świętego Jana Chrzciciela) uśmiechem typowo leonardowskim. Podobieństwo do uśmiechu Mona Lisy dostrzega również Antonina Vallentin.
Maria wyciąga prawą rękę w łagodnym i opiekuńczym geście. Dzieciątko za wszelką cenę zarzuca nóżkę na kark baranka. Na obrazie widać trzy stopy kobiecie. Zostały przedstawione w taki sposób, że patrzącemu ciężko jest rozróżnić, która należy do św. Anny, a która do Marii.
Św. Anna stoi na kamieniach, określanych również jako żwir. Za postaciami oraz głównymi liniami obrazu znajduje się pejzaż, zdający się unosić w powietrzu, ukazany w formie żywego organizmu. Krajobraz zajmuje jedną trzecią obrazu. Po prawej stronie jest poszarpana sylwetka drzewa, w głębi wznoszą się góry tworzące stożek. Krajobraz oraz powierzchnia, na której stoją postacie, pokazują, jak duży wpływ na twórczość malarską Leonarda miały studia nad geologią. Niebo zostało przedstawione za pomocą gradacji odcieni błękitu, od jasnych i wyraźnych po szarawe i mgliste.
Nieukończone pozostały dłonie Dzieciątka oraz niebieska szata.

## Historia
Studia do obrazu powstały w latach 1500–1518. Pierwsze rysunki przygotowawcze powstały po powrocie Leonarda z Mediolanu do Florencji po 24 kwietnia 1500 roku. Rysunek powstał po tym, jak Filippino Lippi na rzecz Leonarda wycofał się z wykonania nastawy ołtarzowej do kaplicy Giacomini Tebalducci kościoła della Santissima Annunziata, zleconego przez serwitów. Podobną relację podaje Vasari.
Według relacji Agostina Vespucciego z jesieni 1503 roku, Leonardo miał już namalować głowę św. Anny. W czasie powstawania Świętej Anny Samotrzeciej uczniowie Leonarda malowali jednocześnie kopie obrazu. Antonina Vallentin podaje, że niektóre fragmenty Świętej Anny podmalowywał Cesare da Sesto. Leonardo zaś miał namalować twarze kobiet, ubrania i kontury krajobrazu. Leonardo nigdy nie dostarczył obrazu zakonnikom. Obraz zatrzymał przy sobie, do końca nanosił do niego kolejne poprawki.
Obraz prawdopodobnie kupił król Francji Franciszek I Walezjusz od Giacoma Caprottiego „Salaia” w 1518 roku. Salai wycenił obraz na 200 skudów. Obraz należał również do rzeźbiarza i bibliofila Pompea Leoniego. Spadkobiercy po nim bezskutecznie próbowali sprzedać obraz ok. 1614 roku. W XVII wieku w Casale Monferrato w Piemoncie znajdował się obraz Święta Anna, jednak nie wiadomo, czy było to oryginalne dzieło Leonarda czy replika. Obraz ten miał kupić Armand Jean Richelieu dla króla Ludwika XIII. W 1651 roku Święta Anna Samotrzecia trafiła do Palais Cardinal (ob. Palais-Royal) w Paryżu.
Pierwotnie nastawa ołtarzowa ze Świętą Anną Samotrzecią mierzyła 113 cm szerokości i 176 cm wysokości. W XVIII wieku jej szerokość powiększono do 126,3 cm, a wysokość zmniejszono do 168,4 cm. W latach 2000–2012 roku przeprowadzono restaurację obrazu. W 2012 roku zorganizowano specjalną wystawę, na której zaprezentowano odnowiony obraz i karton z Burlington House.

## Karton do obrazu

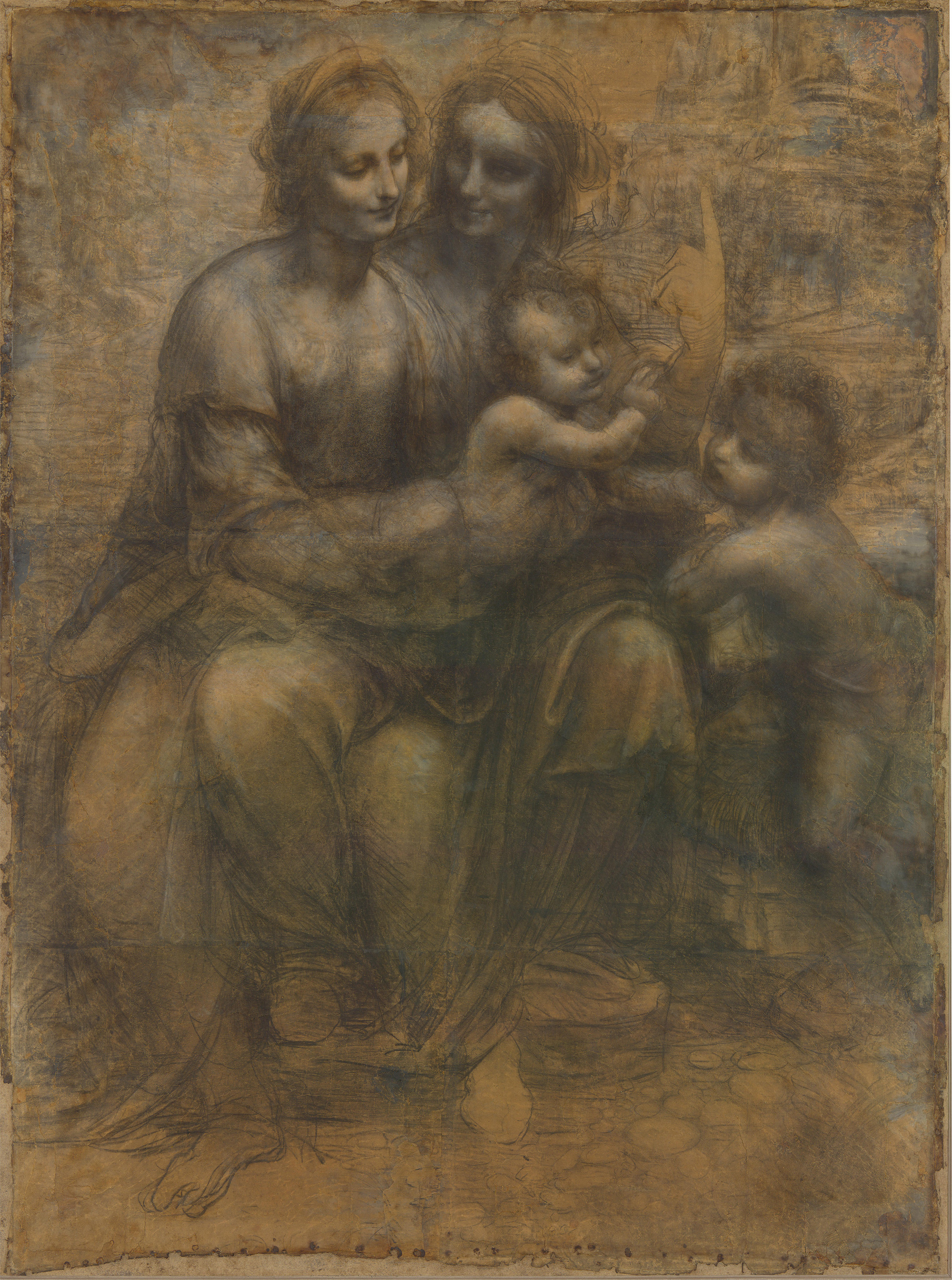
Karton z Burlington House

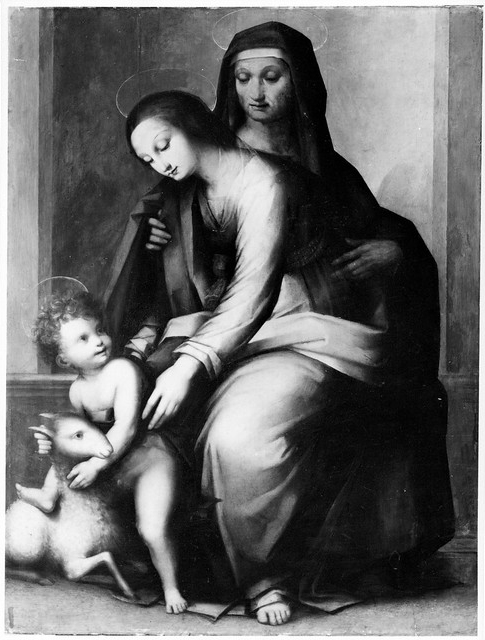
Zaginiony pierwszy karton do Świętej Anny Samotrzeciej

W kwietniu 1501 do Florencji udał się uczony i wicegenerał zakonu karmelitów Pietro da Novellar, który na prośbę Izabeli d’Este miał przekonać Leonarda do namalowania portretu markizy, na które otrzymał zlecenie ok. 1499 roku. W wiadomości do markizy z 3 kwietnia 1501 roku Pietro da Novellar poinformował, że w przeciągu kilkunastu miesięcy Leonardo wykonał wyłącznie karton przedstawiający Dzieciątko, wyrywające się z objęć matki, by pochwycić baranka. Uczony dokonał własnej interpretacji obrazu. Jego zdaniem baranek ucieleśnia pragnienie, Maryja chroniąc Dzieciątko stara się zapobiec czekającemu go losowi, zaś św. Anna, symbolizująca kościół, powstrzymuje córkę oznajmiając jej gestem, że los Dzieciątka jest przesądzony. Uśmiech św. Anny ma stanowić triumf Kościoła. Dumni z wykonanego zlecenia serwici zdecydowali się wystawić obraz na widok publiczny. Według relacji Vasariego przez dwa dni karton do obrazu oglądało wielu mieszkańców Florencji, a całe wydarzenie przypominało procesję podczas uroczystych świąt kościelnych. W relacji Vasariego pojawia się również postać św. Jana. Przypuszczalnie Vasari i Pietro da Novellar mieli na myśli ten sam karton, jednak Vasari w swojej relacji pisze również o postaci małego św. Jana, który bawił się barankiem.
Karton do obrazu widział Rafael Santi, który wykorzystał zaproponowany przez Leonarda układ przestrzenny podczas malowania Madonny Terranuovej ok. 1505 roku.
Jedyny zachowany karton do obrazu, tzw. Karton z Burlington House, od 1962 roku znajduje się w zbiorach National Gallery w Londynie. Na kartonie widać postać św. Jana Chrzciciela, brakuje baranka. Ponadto na kartonie widać uniesioną dłoń św. Anny, wskazującą na tajemnicę. W 1987 roku Karton z Burlington House był celem zamachu, kiedy to strzelono do niego z broni śrutowej. Data powstania Kartonu z Burlington pozostaje kwestią sporną. Według krytyka sztuki i kierownika Museo Ideale di Leonardo Da Vinci Alessandra Vezzosiego karton powstał ok. lat 1506–1508. Według autora biografii Leonarda da Vinci Waltera Isaacsona karton powinien powstać wcześniej, być może jeszcze w 1499 roku, gdy Leonardo nie otrzymał zlecenia na obraz. Świadczyć o tym mają odnalezione w 2005 roku notatki na marginesach księgi z pismami Cycerona, które sporządził Agostino Vespucci, sekretarz Machiavelliego. Przy zdaniu Cycerona, że malarz Apelles pozostawił niedokończony obraz Wenus Vespucci dopisał, że Leonardo nie dokończył Mona Lisy i Świętej Anny Samotrzeciej. Ustalono, że dopiski Vespucciego pochodzą z 1503 roku. 1499 roku jako datę powstania Kartonu z Burlington House podaje również niemiecki krytyk sztuki Frank Zöllner. Podczas wystawy obrazu i kartonu w Luwrze 2012 roku kurator wystawy Vincent Delieuvin podał, że Karton z Burlington House powstał w 1501 roku.
Zdaniem znawców Leonarda (Arthura Pophama, Kennetha Clarka, Carlo Pedrettiego i Philipa Pouncey’a) pierwszy karton powstał w 1501 roku. Znalazł się na nim baranek, nie było zaś św. Jana. Karton ten miał opisać Pietro da Novellar. W następnych latach Leonardo miał przygotować karton z Burlington.
Karton opisany przez Pietra de Novellara znajdował się w Budapeszcie, został zniszczony podczas II wojny światowej. Karton jest znany dzięki zdjęciom i akwafortom. Na zdjęciach i akwafortach widać, że Leonardo pragnął przedstawić św. Annę w podeszłym wieku.

### Wymowa dzieła
Zdaniem Antoniny Vallentin Święta Anna Samotrzecia to najbardziej przemyślany, zrównoważony i sofistyczny obraz Leonarda. Historyk sztuki doceniła wiarygodnie namalowanie postaci. Ponadto dodała, że na miejscu Leonarda inny malarz byłby w stanie namalować wyłącznie suche, formalistyczne dzieło, postawiony życia rysunek formalistyczny.
W 1913 roku uczeń Sigmunda Freuda Oskar Pfister dostrzegł na fałdach sukni Maryi postać ukrytego ptaka. Za Freudem Pfister podał, że na obrazie znajduje się sęp. Podobnie jak w zachowanych wspomnieniach Leonarda ptak na obrazie wpycha ogon w usta. Rzekomy sęp jest najlepiej widoczny po odwróceniu obrazu na bok.